# Дин Ни
Дин Ни (Дин И) (кит. 丁毅; 1920—1998) — китайский писатель.

## Биография
Родился в 1920 году в провинции Шаньдун. С 1938 года вёл в частях Народно-освободительной армии Китая культурно-просветительную работы. В 1942 году, вернувшись с фронта, поступил в Академию искусств имени Лу Синя в городе Яньань. В 1945 году он отправляется в Маньчжурию, освобождённую РККА, где он снова в частях Народно-освободительной армии на прежней работе. Вместе с бойцами НОАК принимал участие в битвах за города Мукден, Тяньцзинь, Пекин. Являлся одним из редакторов отдела культуры 4-й полевой армии.
В 1942 году после выступления Мао Цзэдуна на яньаньской конференции работников литературы и искусства Дин Ни начал заниматься литературной деятельностью. Наиболее известное его произведение — пьеса «Седая девушка», написанная в содружестве с писателем Хэ Цзинчжи (опубликована в журнале «Звезда», перевод П. Захарова). Им написаны также рассказы «Бездельник становится героем», «Стенная газета», пьеса «Уничтожим агрессоров» и др.

## Премии
- Сталинская премия второй степени (1952) — за пьесу «Седая девушка»